# Liste der denkmalgeschützten Objekte in Neustadtl an der Donau
Die Liste der denkmalgeschützten Objekte in Neustadtl an der Donau enthält die 7 denkmalgeschützten, unbeweglichen Objekte der Gemeinde Neustadtl an der Donau im niederösterreichischen Bezirk Amstetten.

## Denkmäler
| Foto |                 | Denkmal                                                                   | Standort                                            | Beschreibung | Metadaten |
| ---- | --------------- | ------------------------------------------------------------------------- | --------------------------------------------------- | --- | --- |
| ja   | Datei hochladen | Kath. Pfarrkirche hl. Jakobus der Ältere HERIS-ID: 31278 Objekt-ID: 28218 | bei Jakobstraße 1 Standort KG: Neustadtl            | Eine schlichte spätgotische Hallenkirche aus dem Anfang des 16. Jahrhunderts mit einem mittelalterlichen Turm, der barocke und neobarocke Aufbauten hat. | BDA-Hist.: Q37941346 Status: § 2a Stand der BDA-Liste: 2025-06-30 Name: Kath. Pfarrkirche hl. Jakobus der Ältere GstNr.: .5 Pfarrkirche hl. Jakobus der Ältere Neustadtl |
| ja   | Datei hochladen | Bildstock HERIS-ID: 31283 Objekt-ID: 28223                                | Jakobstraße 9 Standort KG: Neustadtl                | [ 2 ] | BDA-Hist.: Q37941401 Status: § 2a Stand der BDA-Liste: 2025-06-30 Name: Bildstock GstNr.: 169 Bildstock Jakobstraße Neustadtl                                            |
| ja   | Datei hochladen | Pfarrhof HERIS-ID: 31279 Objekt-ID: 28219                                 | Marktstraße 9 Standort KG: Neustadtl                | Ein Rechteckbau mit steilem Schopfdach, der im Kern aus dem 16. Jahrhundert stammt.                                                                      | BDA-Hist.: Q37941357 Status: § 2a Stand der BDA-Liste: 2025-06-30 Name: Pfarrhof GstNr.: 168 Pfarrhof Neustadtl                                                          |
| ja   | Datei hochladen | Lueger-Kapelle HERIS-ID: 31288 Objekt-ID: 28228                           | Standort KG: Berghof                                | Eine breite Rechteckkapelle mit steilem Satteldach, die dem hl. Karl Borromäus geweiht ist und von Johann Scheiblbauer 1938 errichtet wurde.             | BDA-Hist.: Q37941448 Status: § 2a Stand der BDA-Liste: 2025-06-30 Name: Lueger-Kapelle GstNr.: 652/2 Lueger-Kapelle Neustadtl                                            |
| ja   | Datei hochladen | Burgruine Freyenstein HERIS-ID: 34671 Objekt-ID: 33013                    | Freyenstein 5, nordöstlich Standort KG: Freienstein | Eine hoch über der Donau weithin sichtbare ehemalige Burganlage mit einem Bergfried aus dem 13. Jahrhundert.                                             | BDA-Hist.: Q28874880 Status: Bescheid Stand der BDA-Liste: 2025-06-30 Name: Burgruine Freyenstein GstNr.: 157/1 Burgruine Freyenstein Neustadtl                          |
| ja   | Datei hochladen | Bildstock HERIS-ID: 31286 Objekt-ID: 28226                                | Standort KG: Neustadtl                              | [ 2 ] | BDA-Hist.: Q37941430 Status: § 2a Stand der BDA-Liste: 2025-06-30 Name: Bildstock GstNr.: 1199/7 Bildstock Marktstraße Neustadtl                                         |
| ja   | Datei hochladen | Georgspfeiler HERIS-ID: 31280 Objekt-ID: 28220                            | Standort KG: Neustadtl                              | Eine monumentale frühbarocke Steinskulpturgruppe (um 1630).                                                                                              | BDA-Hist.: Q37941369 Status: § 2a Stand der BDA-Liste: 2025-06-30 Name: Georgspfeiler GstNr.: 81 Georgspfeiler Neustadtl                                                 |